# Tingena decora
Tingena decora är en fjärilsart som först beskrevs av Alfred Philpott 1928a.  Tingena decora ingår i släktet Tingena och familjen praktmalar. Inga underarter finns listade i Catalogue of Life.